# Marcahuasi

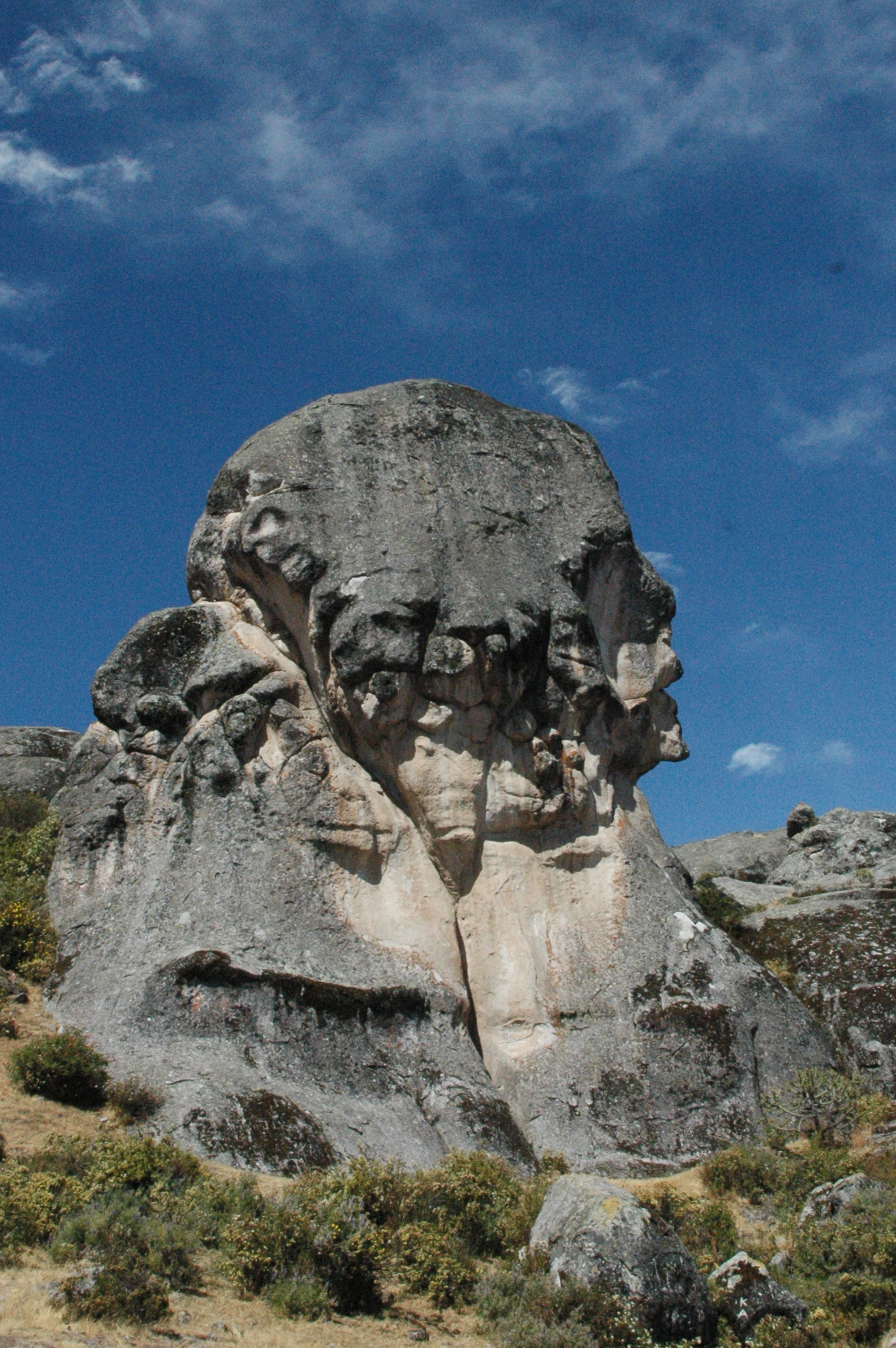
Monumentul umanității de la Marcahuasi

Marcahuasi este un platou de origine vulcanică, din Anzii Cordilieri, cu o suprafață de aproximativ 4 km2, situat la altitudinea de 4 000 de metri deasupra nivelului mării, în provincia Huarochiri, la 80 km nord-est de Lima, Peru. 
Platoul Marcahuasi este înconjurat de prăpastii și reprezintă un loc enigmatic pentru mulți cercetători și turiști, pe el aflându-se roci uriașe din granit, formațiuni cu forme umanoide și de animale. 
Dintre cele mai cunoscute sunt „Monumentul Umanității” sau „Cap de incaș”, „Zeița egipteană Ta-urt”, „Valea sigiliilor”, „Broasca țestoasă” și multe altele. Originea sculpturilor de piatră, încă nu a fost elucidată. Pe platoul de Marcahuasi sunt, de asemenea, ruine pre-incașe în diferite stadii de degradare.
Primele studii au fost făcute de arheologul Julio César Tello, apoi de cercetătorul peruan Daniel Ruzo, care, cunoscând și alte sculpturi similare în Mexic (Tepoztlán, Guanajuato), România (munții Bucegi), Brazilia (Vila Velha), Franța, Australia (Kakadu), Anglia (Stonehenge), Egipt (Valea Regilor), a emis ipoteza că toate au un stil similar, fiind creații ale aceleiași civilizații avansate pe care el a numit-o Masma, descendenți direcți ai Atlantidei. Cultura Masma ar fi existat cu mii de ani în urmă, fiind distrusă în urma unor cataclisme. 